# Toti Scialoja
 Toti Scialoja , eigentlich:  Antonio Scialoja  (* 16. Dezember 1914 in Rom, Italien; † 1. März 1998 ebenda), war ein italienischer Maler und Dichter. Er gehört zu den bedeutenden Vertretern der Abstrakten Kunst nach dem Zweiten Weltkrieg.
Antonio Scialoja wurde am 16. Dezember 1914 in Rom geboren. In den späten 1930er Jahren verkehrte er in den künstlerischen und literarischen Zirkeln der Galleria La Cometa in Rom. Er gab seine ursprüngliche Berufsausbildung, das Jurastudium 1937 auf und begann mit der Malerei. Seine ersten Werke waren expressionistische Gemälde, beeinflusst von der Französischen Malerei, insbesondere von Chaim Soutine.
Im Jahr 1939 stellte er auf der 3. Quadriennale von Rom aus und hatte zwei Jahre später, 1941 seine erste Einzelausstellung in der Società Amici dell’Arte in Turin. Im darauffolgenden Jahr nahm er an einer Gruppenausstellung in der Galleria Lo Zodiaco in Rom, zusammen mit Emilio Vedova, Giulio Turcato und Leoncillo Leonardi teil. Toti Scialoja war aktives Mitglied der italienischen Widerstandsbewegung. 1943 arbeitete er für das Theater und schuf seine ersten Bühnenbilder.
1945 war er zusammen mit den Künstlern Giovanni Stradone (1911–1981), Arnoldo Ciarrocchi (1913–2004) und Piero Sadun (1919–1974) Mitbegründer der Künstlergruppe “I quattro fuori strada”. Ende der 1940er Jahre zog Scialoja nach Paris und kam mit den aktuellen künstlerischen Strömungen Europas in Kontakt. Er begann mit dem Neo-Kubismus zu experimentieren, bevor er sich, über den Analytischen Kubismus ganz vom Expressionismus abwandte und ab den 1950er Jahren nur noch abstrakt malte.
Seine Kontakte mit der Künstlergruppe “Origine”, die sich gegen die dekorativen Aspekte der abstrakten Malerei wandten und seine erste Reise in die USA, wo er den Protagonisten des Amerikanischen Abstrakten Expressionismus begegnete, motivierte ihn zu mehr Farbigkeit, Textur und mehr gestenhafter Malerei. Sein erstes „Impronte” entstand 1957; Bilder die durch Oberflächenabdruck auf andere Bilder und Materialien entstanden.
„Die abstrakte Malerei der Bewegung benötigt eine sehr weite Dimension, denn die Bewegung kommt nicht nur aus dem Handgelenk, sondern aus dem ganzen Körper des Menschen, braucht Raum, der Bewegung erlaubt...“ (Toti Scialoja in einem Interview im Januar 1997)
Im Jahr 1959 war Toti Scialoja Teilnehmer der documenta 2 in Kassel. 1960 zieht er nach New York City und in den Jahren von 1961 bis 1963 nach Paris. Nach seiner Rückkehr nach Italien stellt er auf der Biennale von Venedig 1964 aus. Neben seiner Malerei war Scialoja auch Dichter, Schriftsteller und Bühnenbildner. Er war Professor an der Akademie der schönen Künste in Rom und deren Direktor für viele Jahre. Toti Scialoja starb mit 83 Jahren am 1. März 1998 in Rom.

## Werke in Sammlungen und Museen in Italien
- MUSEION – Museo d’arte moderna e contemporanea, Bozen
- Galleria Nazionale d'Arte Moderna, Rom
- MART – Museo di arte moderna e contemporanea di Trento e Rovereto, Rovereto